# منطقه ۵۲ (قطر)
منطقه ۵۲ یک منطقهٔ مسکونی در قطر است که در الریان (شهرداری) واقع شده‌است. منطقه ۵۲ ۱۳٫۴ کیلومتر مربع مساحت و ۱۸٬۴۳۳ نفر جمعیت دارد.